# Ulf Merbold
 (décembre 2023).
Si vous disposez d'ouvrages ou d'articles de référence ou si vous connaissez des sites web de qualité traitant du thème abordé ici, merci de compléter l'article en donnant les références utiles à sa vérifiabilité et en les liant à la section « Notes et références ».
Ulf Dietrich Merbold est un spationaute allemand  né le 20 juin 1941 né à Greiz en Thuringe.

## Biographie
Il a été le 1er non américain à prendre place dans une mission habitée de la NASA, ainsi que 1er spationaute ouest-allemand.

## Vols réalisés
- 28 novembre 1983 : Columbia STS-9
- 22 janvier 1992 : Discovery STS-42
- 3 octobre 1994 : Soyouz TM-20

## Ulf Merbold raconte...
« Pour la première fois de ma vie, j’ai perçu l’horizon comme une ligne courbe. Il était souligné d’une fine veine bleu foncé : notre atmosphère. Visiblement, il ne s’agissait pas là de l’océan de lumière dont on m’avait souvent parlé au cours de ma vie. Cette fragile apparence me causa une certaine frayeur. »